# GSC6566-2176
GSC6566-2176 — хімічно пекулярна зоря спектрального класу F0, що має видиму зоряну величину в смузі V приблизно 10,3.